# تنازل
قانون التنازل هو التنازل عن الملكية الخاصة لكيان آخر. في القانون الدولي فإنه عادة ما يشير إلى الأرض التي يتم نقلها بموجب معاهدة. يعرف القاموس القانوني لمدينة بالنتين التنازل بأنه «استسلام المجلس أو تنازله أو تخليه عن الولاية لصالح وكالة أخرى» فعلى عكس الضم العسكري، الذي تستسلم فيه الولاية قسرًا، يتم التنازل طواعية أو على الأقل يبدو كذلك.

## أمثلة
في عام 1790، تنازلت كلتا الولايتين الأمريكيتين ماريلاند وفرجينيا عن أراضيهما لإنشاء مقاطعة كولومبيا، كما هو محدد في دستور الولايات المتحدة من العام السابق. حصة فرجينيا تمت استعادتها في عام 1847، في عملية تعرف باسم «الإرجاع».
بعد حروب الأفيون، تم التنازل عن هونغ كونغ وكولون من جانب مملكة تشينغ التي كانت تحكم الصين إلى المملكة المتحدة.
يمكن أيضًا التنازل عن الأراضي مقابل الأموال كما حدث في صفقات شراء لويزيانا وشراء ألاسكا. حتى الغش قد يحدث، مثلما حدث في معاهدة نيو ايكوتا، والتي من خلالها تم الاستيلاء على الأراضي بالفعل في عام 1832 عن طريق السرقة الصريحة للولاية الأمريكية جورجيا والتي تم «التنازل» عنها فيما بعد إلى الدولة من جانب زعيم قبيلة شيروكي.
فندق كلاريدجيز لقد تم التنازل عن إحدى غرف الفندق في الحرب العالمية الثانية لتكون جزءًا من يوغوسلافيا بشكل مؤقت حتى يتسنى ولادة ولي العهد الجديد على «أرض بلاده».

## مجالات محددة من القانون

### قانون العقود
هو التنازل أو التخلي قسرًا. تنازلت فرنسا عن لويزيانا إلى الولايات المتحدة بموجب معاهدة باريس التي وقعت في 30 أبريل 1803. وقد تنازلت إسبانيا أيضًا عن شرق وغرب فلوريدا بموجب المعاهدة التي وقعت في 22 فبراير 1819. وقد قُدمت التنازلات بشكل فردي لجزء من أراضيها وهي نيويورك وفيرجينيا وماساتشوستس وكونيكتيكت وولاية كارولينا الجنوبية وولاية كارولينا الشمالية وجورجيا.

### القانون المدني
بموجب القانون المدني (نظام قانوني)، يتساوى التنازل مع تحويل الملكية، ومن ثم، فهو قانون يتم من خلاله نقل المطالبة الشخصية من المحيل (المتنازل) إلى المحال إليه (المتنازل إليه). وبينما ينتقل الحق الأصلي عن طريق التسليم، ينتقل الحق الشخصي عن طريق التنازل. وبمجرد نقل التزام المدين، يحل المتنازل إليه محله بشكل كامل. ويفقد الدائن الأصلي (المتنازل) حقه في المطالبة ويكسب الدائن الجديد (المتنازل إليه) هذا الحق.

### القانون الكنسي
عندما يصبح رجل الدين الكنسي أسقفًا، أو عندما يأخذ كاهن أو أب منصبًا كنسيًا آخر دون حكم، يصبح المنصب الأول فارغًا بموجب التنازل أو التخلي القانوني.